# Hirenalluru, Kadur
Hirenalluru là một làng thuộc tehsil Kadur, huyện Chikmagalur, bang Karnataka, Ấn Độ.